# Canoa (film)
Canoa è un film del 1976 diretto da Felipe Cazals.

## Trama
Il film racconta una storia realmente accaduta nel paesino di San Miguel Canoa in Messico situato a circa 10 km dalla città di Puebla. Il 14 settembre 1968 cinque studenti universitari di Puebla passano per San Miguel Canoa con l'intento di scalare il vulcano Malinche. Solo tre di loro sopravviveranno al linciaggio dei paesani, che aggredirono i ragazzi a causa delle tensioni politiche dell'epoca.